# Takeshis'
Takeshis' è un film del 2005 diretto da Takeshi Kitano.
La pellicola è stata presentata in anteprima mondiale come "film sorpresa" alla 62ª Mostra internazionale d'arte cinematografica di Venezia il 2 settembre 2005. Si tratta del primo film della cosiddetta "Trilogia del suicidio artistico", proseguita poi con Glory to the Filmmaker! nel 2007 e Achille e la tartaruga nel 2008.

## Trama
Beat Takeshi ha la vita impegnata e alle volte surreale delle celebrità. Un giorno, mentre gira per i vari set e studi in cui è impegnato col proprio lavoro di star, incontra un suo sosia biondo - il cui nome è Kitano. Questi è il timido commesso di un negozio che sogna di diventare un attore famoso. Dal momento in cui i loro sentieri si incrociano, Kitano inizia a immaginare di diventare Beat Takeshi, finché diventa difficile distinguere la realtà dall'allucinazione e la vita vera dal cinema.

## Commento
(Takeshi Kitano nel corso della conferenza stampa di presentazione alla 62ª Mostra del Cinema di Venezia)
Takeshis' è il film che segna una profonda cesura dal tipico percorso "kitaniano" fin lì mantenuto dall'autore. Piuttosto sembra essere una summa meta-cinematografica del Kitano uomo pubblico e regista, sviluppata a partire dalla propria crisi creativa. Alla maniera dei classici film che parlano di e del cinema, qui Takeshi autoironizza con gusto e con la consueto sguardo disincantato sui suoi stessi topos e tormentoni cinematografici, mettendoli in discussione e destrutturando il film stesso con rimandi a molte scene della sua filmografia, riproposte in chiave autoreferenziale e autoparodica.